# Bílý fosfor
Bílý fosfor, též žlutý fosfor; systematicky tetrafosfor (P4) je jeden z alotropů fosforu. Jedná se o průhlednou voskovitou pevnou látku, která se na vzduchu zbarvuje do žluta (což je způsobeno přeměnou na červený fosfor).
Bílý fosfor se stal prvním známým alotropem fosforu. Ve tmě za přítomnosti kyslíku září zeleně. Je vysoce hořlavý a na vzduchu samozápalný. Jedná se o toxickou látku, která po požití poškozuje játra a při vdechování také nekrózu čelistí. Ve vodě je bílý fosfor špatně rozpustný a lze jej tak přechovávat pod vodou; rozpouští se v benzenu, sirouhlíku, a chloridu sirném.

## Struktura

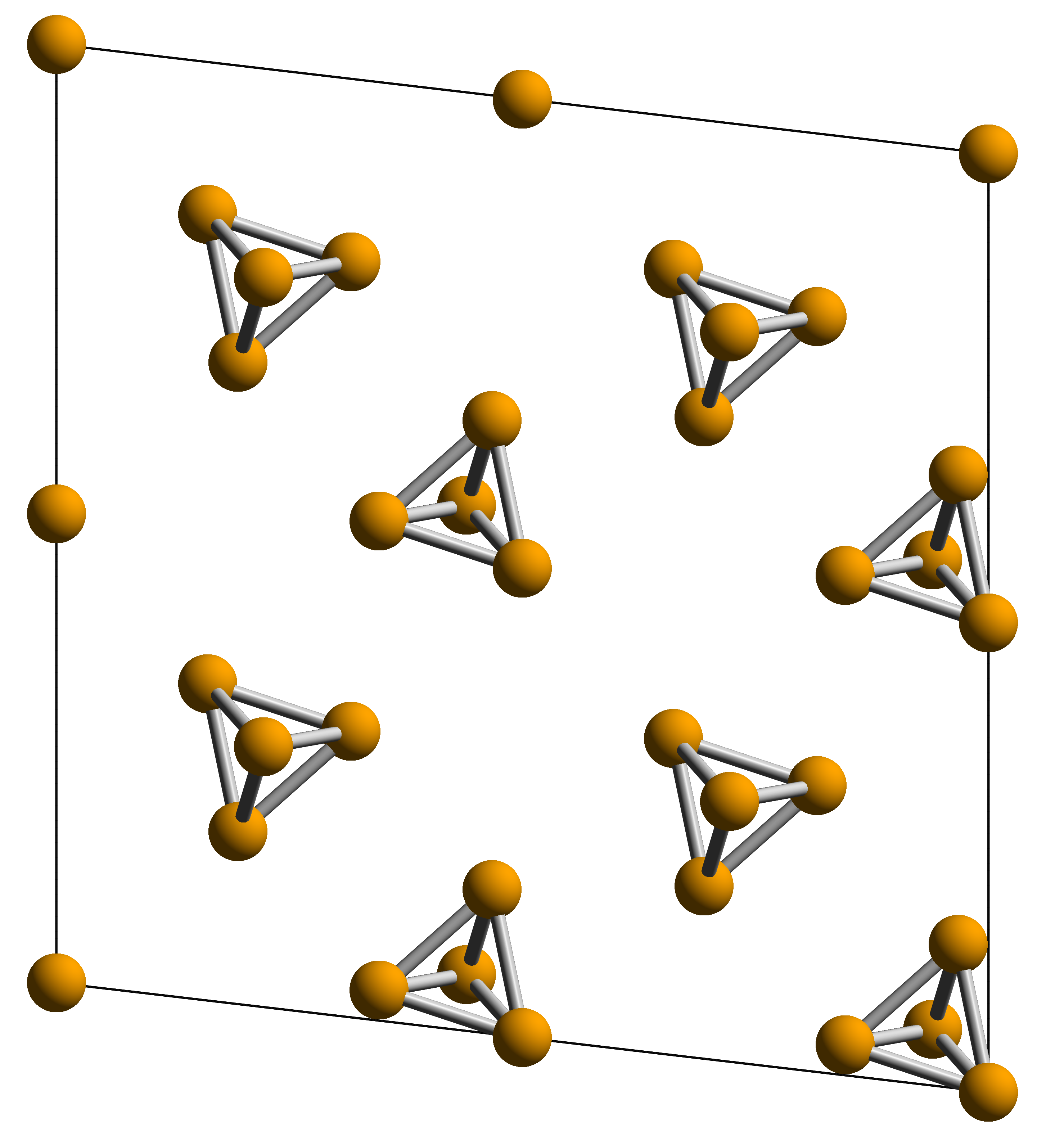
Krystalová struktura bílého fosforu

Bílý fosfor vytváří molekuly ze čtyř atomů fosforu, s tetraedrickou strukturou, spojené šesti jednoduchými vazbami fosfor—fosfor; toto uspořádání vede k velkému úhlovému napětí a s tím související nestabilitě. Bílý fosfor vytváří dvě krystalové formy, které se při teplotě 195,2 K vratně přeměňují jedna v druhou.
Základním stavem je prostorově centrovaná krychlová forma α, která je za standardních podmínek metastabilní. β forma má pravděpodobně šesterečnou krystalovou strukturu.
Kapalný a plynný bílý fosfor si tetraedrické uspořádání zachovává do teploty 800 °C, kdy se začíná rozkládat na molekuly P2.
Vazby P-P v plynném P4 mají, jak bylo zjištěno plynovou elektronovou difrakcí, délku 219,94(3) pm.
β forma obsahuje tři mírně odlišné molekuly P4, u kterých se délky vazeb P-P pohybují mezi 217,68(5) a 219,20(5) pm; průměr vzdáleností P-P činí 218,3(5) pm.

## Chemické vlastnosti
Bílý fosfor není nejstálejším alotropem fosforu, ale jelikož je molekulární, tak jej lze snadno přečišťovat. Podle definice je jeho standardní slučovací entalpie rovna nule.
V zásaditém prostředí se bílý fosfor samovolně disproporcionuje na fosfan a soli oxofosforečných kyselin.
Mnoho reakcí bílého fosforu, například s kyslíkem, sírou, bromidem fosforitým a nitrosoniovými ionty, je založeno na navazování na vazby P-P.
Při teplotě kolem 50 °C (rozdělený na malé kusy při ještě nižších teplotách) je bílý fosfor na vzduchu samozápalný. Reakcemi s kyslíkem může vytvářet dva různé oxidy, za nižšího obsahu kyslíku oxid fosforitý (P4O6) a za přístupu většího množství kyslíku oxid fosforečný (P4O10) mohou také vznikat malá množství P4O7, P4O8, a P4O9.

## Výroba a použití
Bílý fosfor je možné získat několika způsoby. Průmyslově se vyrábí zahříváním fosforitu za přítomnosti uhlíku a oxidu křemičitého. Čistý fosfor se odděluje v podobě par. Následující rovnice odpovídá přeměně fosforečnanu vápenatého (zpracovávaný materiál ale obvykle obsahuje i fluoroapatit, který vytváří také fluorid křemičitý):
2 Ca3(PO4)2 + 6 SiO2 + 10 C → 6 CaSiO3 + 10 CO + P4
Většina bílého fosforu se používá na výrobu kyseliny fosforečné, zbytek se převádí hlavně na chlorované sloučeniny (chlorid fosforitý, oxychlorid fosforečný, a chlorid fosforečný).
P4 + 10 Cl2 → 4 PCl5
Dalšími látkami vyráběnými z bílého fosforu jsou sulfid fosforečný a fosfidy.

## Polyedranové analogy
I když je molekula bílého fosforu čtyřstěnná, podobně jako nejjednodušší možný platónský uhlovodík, tak další podobné mnohostěnové molekuly fosforu nejsou známy. Bílý fosfor se přeměňuje na termodynamicky stálejší červený alotrop, který ale netvoří izolované mnohostěny.
Tvorba analogu kubanu je nepravděpodobná a jemu nejpodobnější známou sloučeninou je P4(CH)4, získatelný z fosfaalkynů.
Jiné shluky mohou být termodynamicky výhodné a některé vznikají jako součásti různých víceprvkových molekul.

## Bezpečnost
Bílý fosfor je toxický, se smrtelnou dávkou 50-100 mg (1 mg/kg); mechanismus působení souvisí s jeho redukčními vlastnostmi. Metabolizuje se na netoxický fosforečnan.